# Tillandsia 'Victoria'
Tillandsia 'Victoria' es un cultivar híbrido del género Tillandsia perteneciente a la familia Bromeliaceae.
Es un híbrido creado en el año 1943 con las especies Tillandsia ionantha × Tillandsia brachycaulos.

## Cultivar
- Tillandsia 'Victoria's Red Cap'.